# Our Survival Depends on Us
Our Survival Depends on Us ist eine 1999 gegründete Post-Metal-Band aus Salzburg, Österreich.

## Geschichte
Die Band wurde 1999 von Mucho Kolb und Mani Eibner gegründet und veröffentlichte 2000 ihr erstes Demo Breathe. Danach kamen Thom Kinberger als zweiter Sänger und Gitarrist und Hajot Gmeilbauer (Thelema, Sturmpercht) an den Keyboards dazu, die beide davor mit Kolb bei Soulsearch aktiv waren. Bis zum Eintritt von Barth Resch (ex-Belphegor) spielte die Band mit wechselnden Bassisten. Nach zwei Alben verließ Gründungsmitglied Eibner die Band und Thomas Apfelthaler übernahm das Schlagzeug. Thom Kinberger und Bartholomäus Resch verließen die Band und 2024 wurden die neuen Bandmitglieder Reiner Maislinger und Klaus Buchebner bekanntgegeben. Derzeit veröffentlicht Our Survival Depends on Us bei Ván Records.

## Stil
Im Magazin Skug beschrieb Heinrich Deisl die Musik der sich als Künstlerkollektiv verstehenden Our Survival Depends on Us als „Modern Pagan Folk Music“ deren „Soundmantras für ein besseres Morgen nach der Apokalypse sowohl in Richtung existentieller Malstrom wie gleißendes Licht driften“.

## Diskografie

### Studioalben
- 2005: Jumping Once Too Often into the Ocean That Had Always Been Our Inspiration (LP, Mju.org Records)
- 2007: Jumping Once Too Often Into The Ocean That Had Always Been Our Inspiration (CD-Reissue). Womb of Narcotics Records
- 2009: Painful Stories Told with a Passion for Life (Psychedoomelic Records, Vinyl bei Totem-Records)
- 2015: Scouts on the Borderline Between the Physical and Spiritual World (Ván Records)
- 2019: Melting the Ice in the Hearts of Men (Ván Records)

### Weitere Veröffentlichungen
- 2000: Breathe (Demo)
- 2009: Der Blutharsch vs. Our Survival Depends on Us – Untitled (7" Single, WKN Records)